# Baum-Weißling

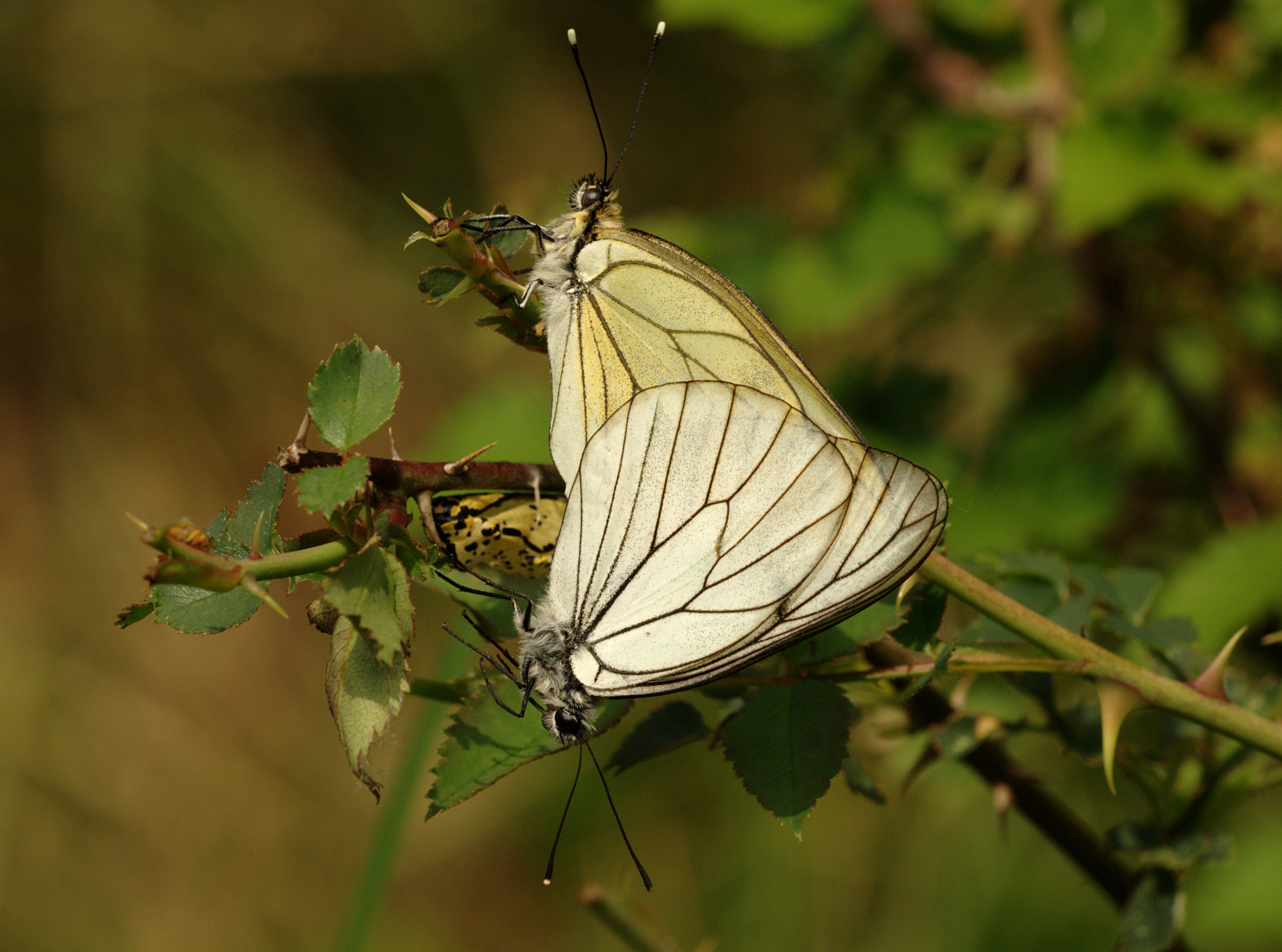
Baum-Weißlinge bei der Paarung

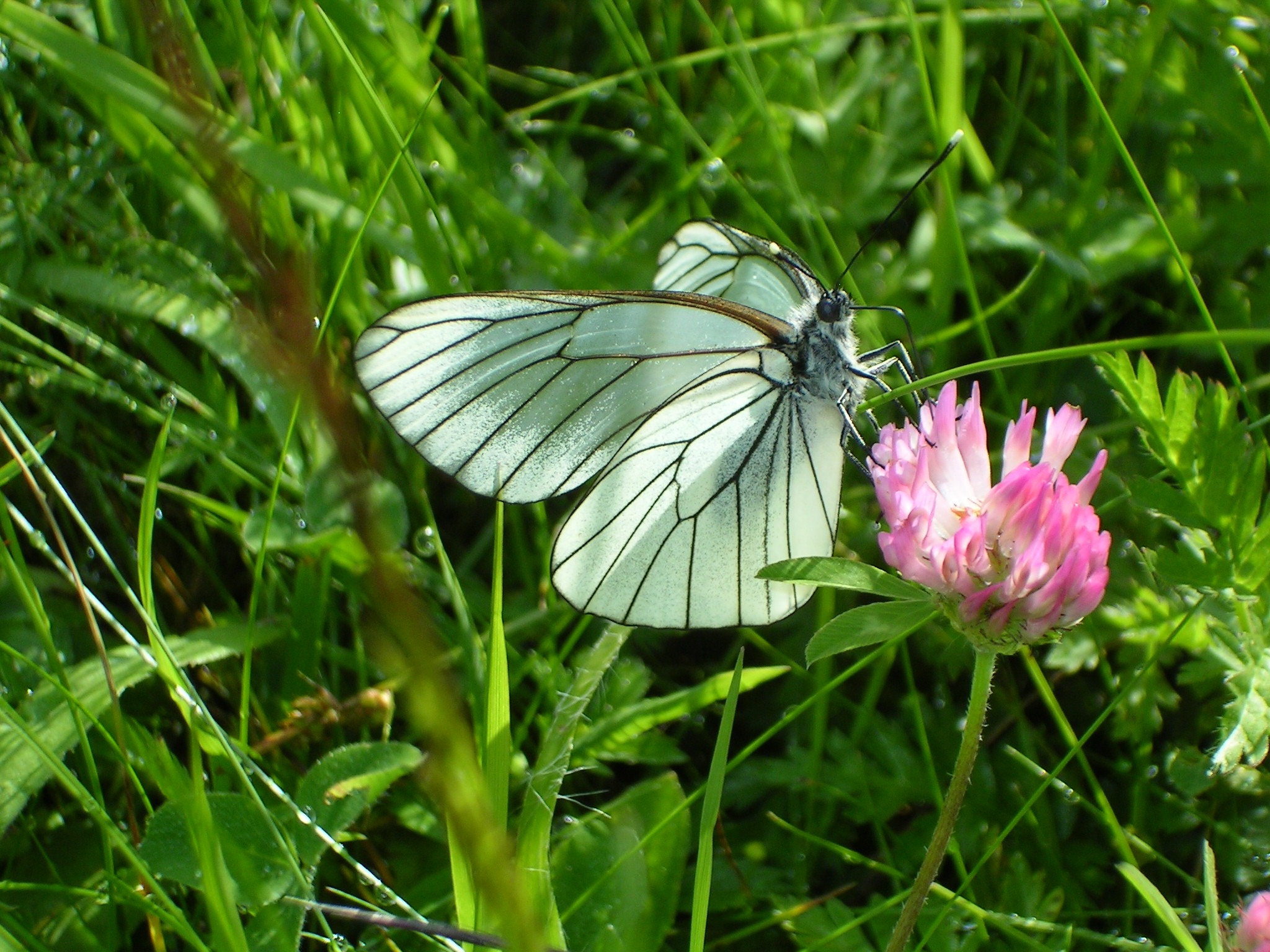
Weibchen mit fehlendem Diskoidalfleck und schwacher Beschuppung

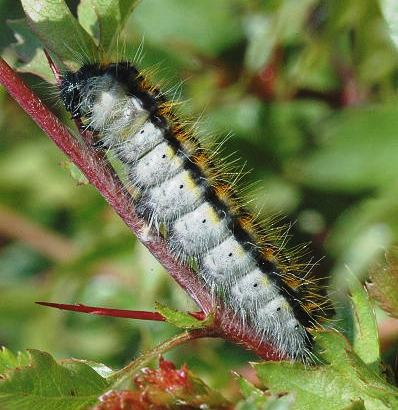
Raupe des Baum-Weißlings kurz vor der Häutung zur Puppe

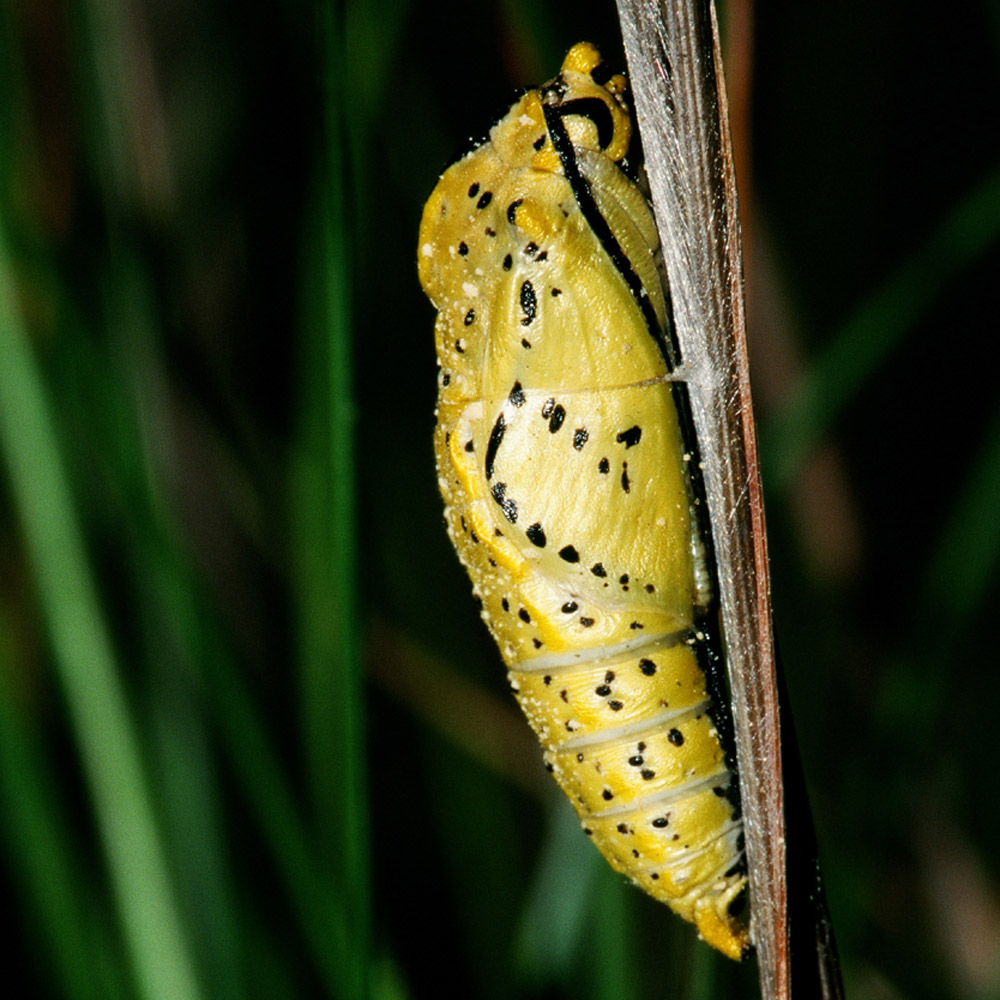
Puppe des Baum-Weißlings

Der Baum-Weißling (Aporia crataegi) ist ein Schmetterling (Tagfalter) aus der Familie der Weißlinge (Pieridae). Das Artepitheton leitet sich von den Pflanzenarten der Gattung Crataegus (Weißdorne) ab, deren Blätter eine Nahrung der Raupen darstellen.

## Merkmale

### Falter
Die Flügelflächen sind weiß, während sich die schwarz gefärbten Adern der Männchen deutlich absetzen. Die Männchen haben immer einen schwarzen Diskoidalfleck auf den Vorderflügeln, der bei den Weibchen häufig fehlt. Daneben sind diese an bräunlich gefärbten Adern und einer schwächeren Beschuppung der Flügel zu erkennen. Die Flügelspannweite beträgt zwischen 60 und 80 Millimeter.

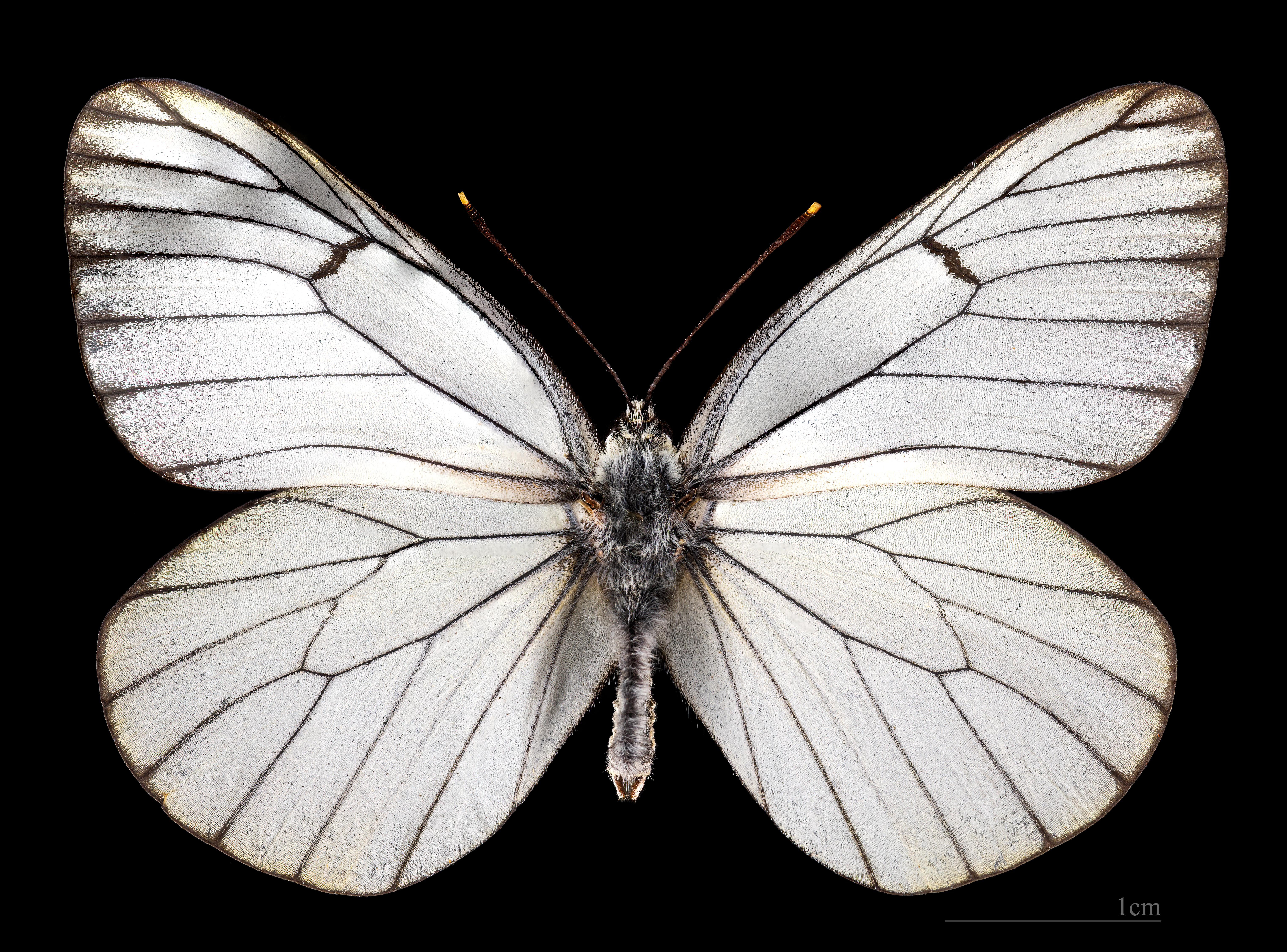
Aporia crataegi ♂
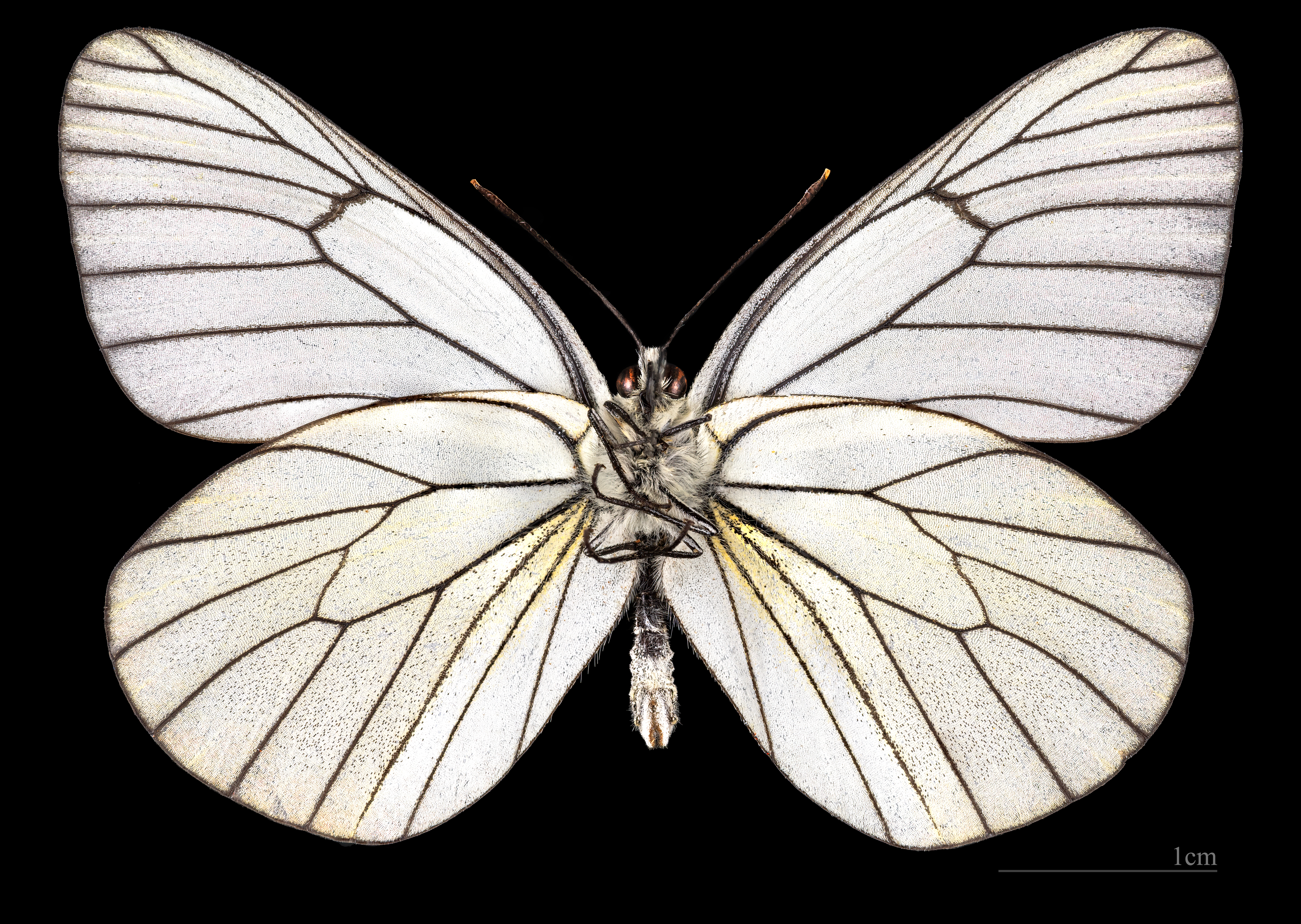
Aporia crataegi ♂ △
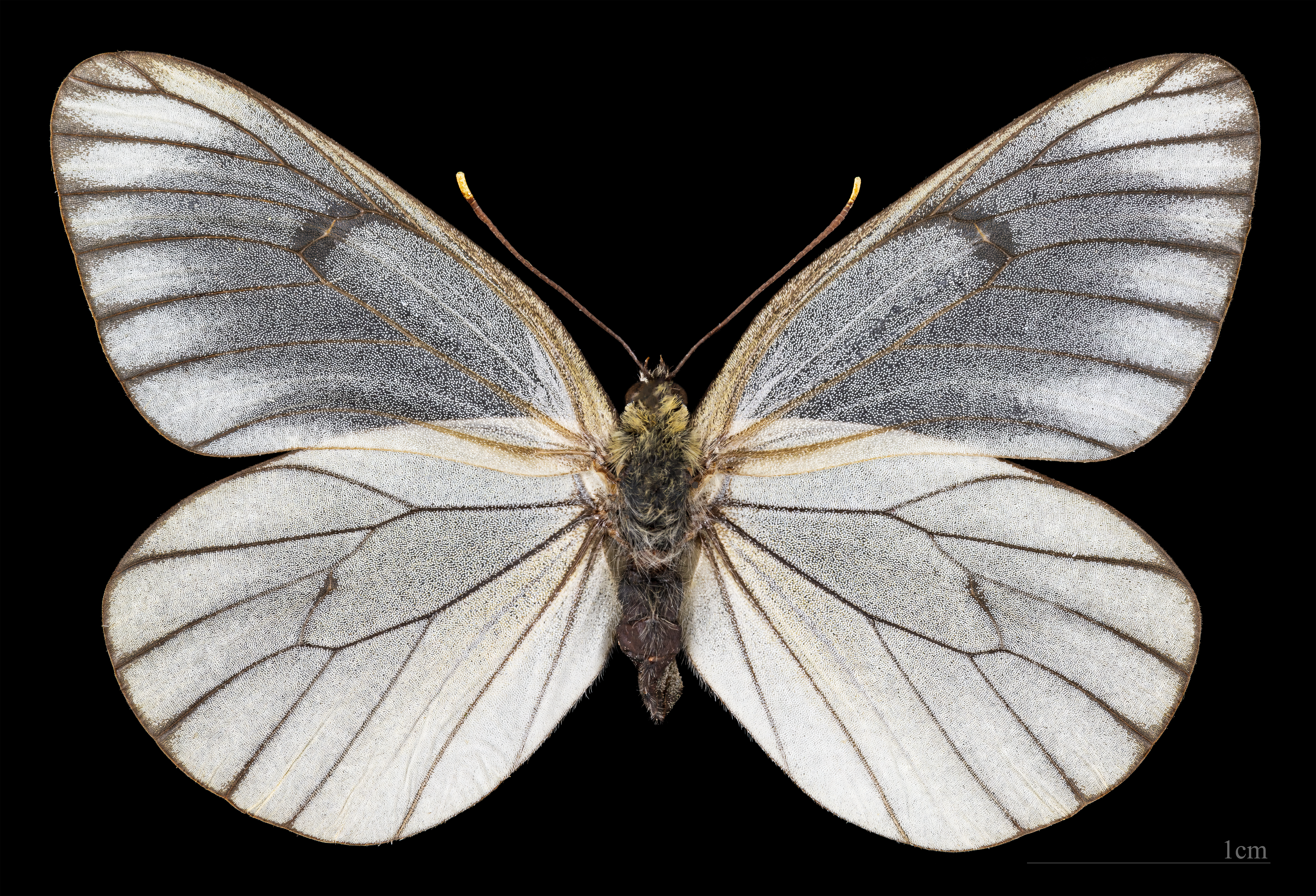
Aporia crataegi  ♀
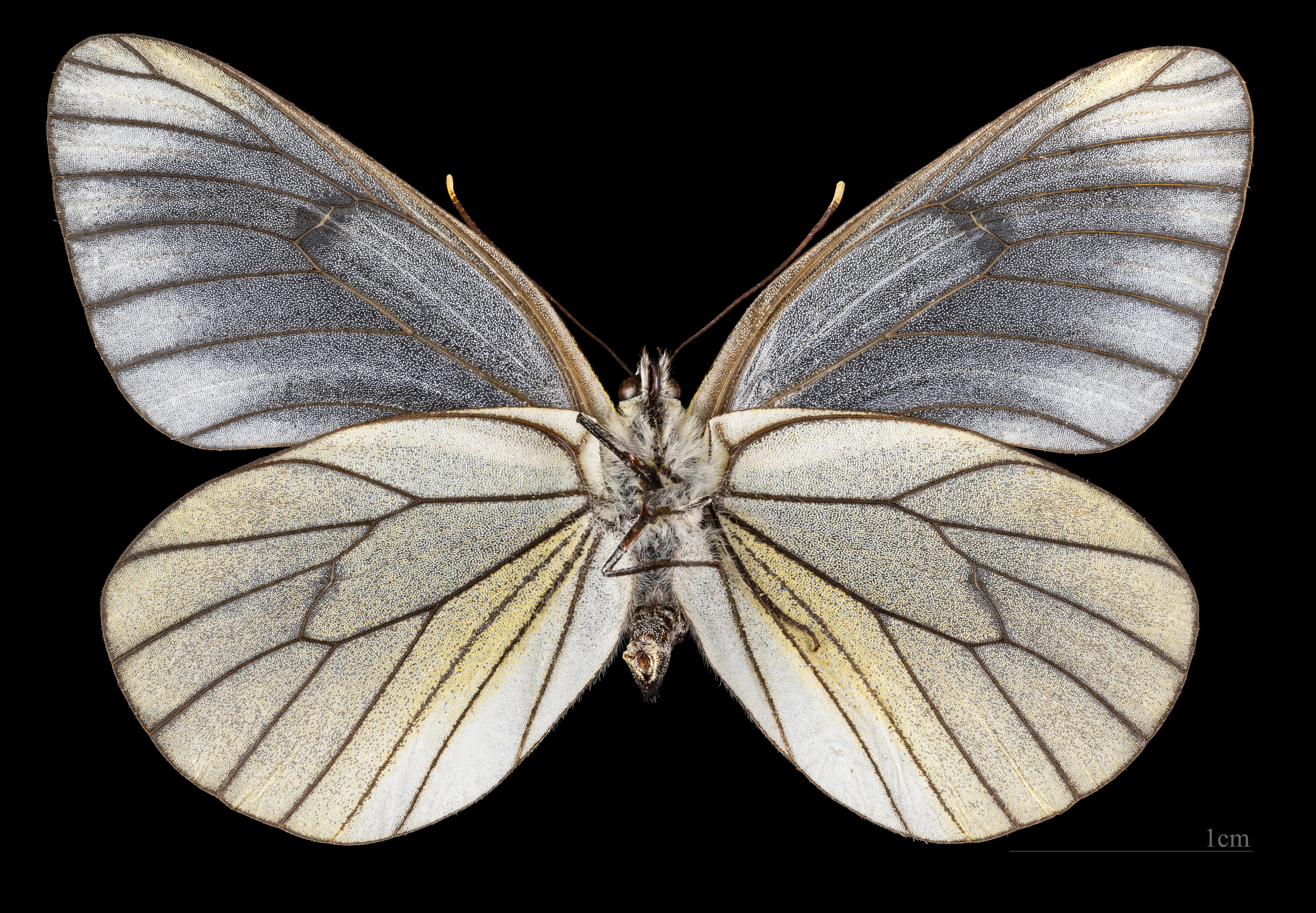
Aporia crataegi  ♀ △

### Raupe
Die Raupen sind gräulich behaart mit schwarz roten Abzeichen auf dem Rücken.

## Vorkommen
A. crataegi ist weit verbreitet und häufig. Sein Verbreitungsgebiet reicht von Nordwestafrika im Westen bis nach Transkaukasien und Japan im Osten. Im Süden findet man ihn in der Türkei, in Zypern, Israel, Libanon und Syrien. Er kommt jedoch nicht auf den Britischen Inseln und in Nordskandinavien vor.
Der Baum-Weißling ist hinsichtlich seines Lebensraumes sehr variabel. Er kommt an sonnigen gebüschreichen Lagen vor. Dazu gehört insbesondere Kulturland mit zahlreichen Futterpflanzen. Er zeigt eine Vorliebe für das offene Gelände, in dem Disteln vorkommen.

## Lebensweise
Die Weibchen legen an den Blättern der Fraßpflanzen (dazu gehören u. a. Prunus-, Cerasus- und Crataegus-Arten, Padus avium, Pyrus communis, Malus domestica, Sorbus aucuparia) 70 bis 90 gelbliche Eier in Gelegen ab. Der Eingriffelige Weißdorn (Crataegus monogyna) wird dabei oft bevorzugt. Nach etwa 14 Tagen verfärben sich diese grün und einen Tag danach schlüpfen die Raupen. Diese sind graubraun und überwintern gesellig in einem Gespinst. Nach der Überwinterung werden sie bunter, grau mit schwarzen Streifen und gelblichen Flecken. Sie sind auffällig stark behaart. Die Puppen sind gelb gefärbt und mit einem Muster schwarzer Punkte versehen. Die Paarung des Baum-Weißlings findet oftmals unmittelbar nach dem Schlüpfen des Weibchens statt. Die Falter finden ihre Nahrung an den Blüten von verschiedenen Distelarten, Luzerne, Natternkopf, Wiesensalbei, Rotem Wiesenklee und Rotem Hartriegel. Sie werden auch oft beobachtet, wenn sie in großer Zahl an Pfützen Mineralien aufnehmen. Gelegentlich kommt es zu Massenvermehrungen des Baum-Weißlings, so zum Beispiel in Baden-Württemberg in der Oberrheinebene von 1977 bis 1988. Dieses Massenauftreten hatte seinen Ausgangspunkt am Autobahnkreuz Mannheim. Im Zusammenhang mit der o. g. Massenvermehrung wurde ein Konkurrenzverhalten zwischen Baum-Weißling und Goldafter (Euproctis chrysorrhoea) festgestellt, bei dem die letztgenannte Art aus bisher unbekannten Gründen dem Baum-Weißling bei der Neubesetzung eines geeigneten Habitats folgt.

### Flug- und Raupenzeiten
A. crataegi fliegt in einer Generation: in Nord-Europa von Ende Mai bis Anfang Juni und in Südeuropa von Mitte April bis Juli. Die Jungraupen können im August beobachtet werden. Nach der Überwinterung setzen die Larven ihre Entwicklung im darauf folgenden Jahr mit dem Beginn des Austriebs der Futterpflanzen ab Ende März / Anfang April fort.

## Gefährdung und Schutz
Die Rote Liste gefährdeter Tiere, Pflanzen und Pilze Deutschlands stuft die Art als ungefährdet ein.